# Russische Badmintonföderationsmeisterschaft 2016
Die Russische Badmintonföderationsmeisterschaft 2016 wurde vom 27. bis zum 29. Mai 2016 im Sportpalast Borisoglebsky in Ramenskoje ausgetragen. Sieger wurde das Team aus Tatarstan.

## Endstand
- 1. 	Tatarstan
- 2. 	Moskau
- 3. 	Oblast Nischni Nowgorod
- 4. 	Oblast Moskau
- 5. 	Region Perm
- 6. 	Moskau 2
- 7. 	Oblast Moskau 2
- 8. 	Sankt Petersburg
- 9. 	Oblast Leningrad
- 10. 	Region Stawropol